# Salamandra atra
La salamandra alpina (Salamandra atra) es un anfibio de la familia Salamandridae. Se han descrito cuatro subespecies: Salamandra atra atra, Salamandra atra auroras, Salamandra atra prenjensis y Salamandra atra pasobiensis.

## Características

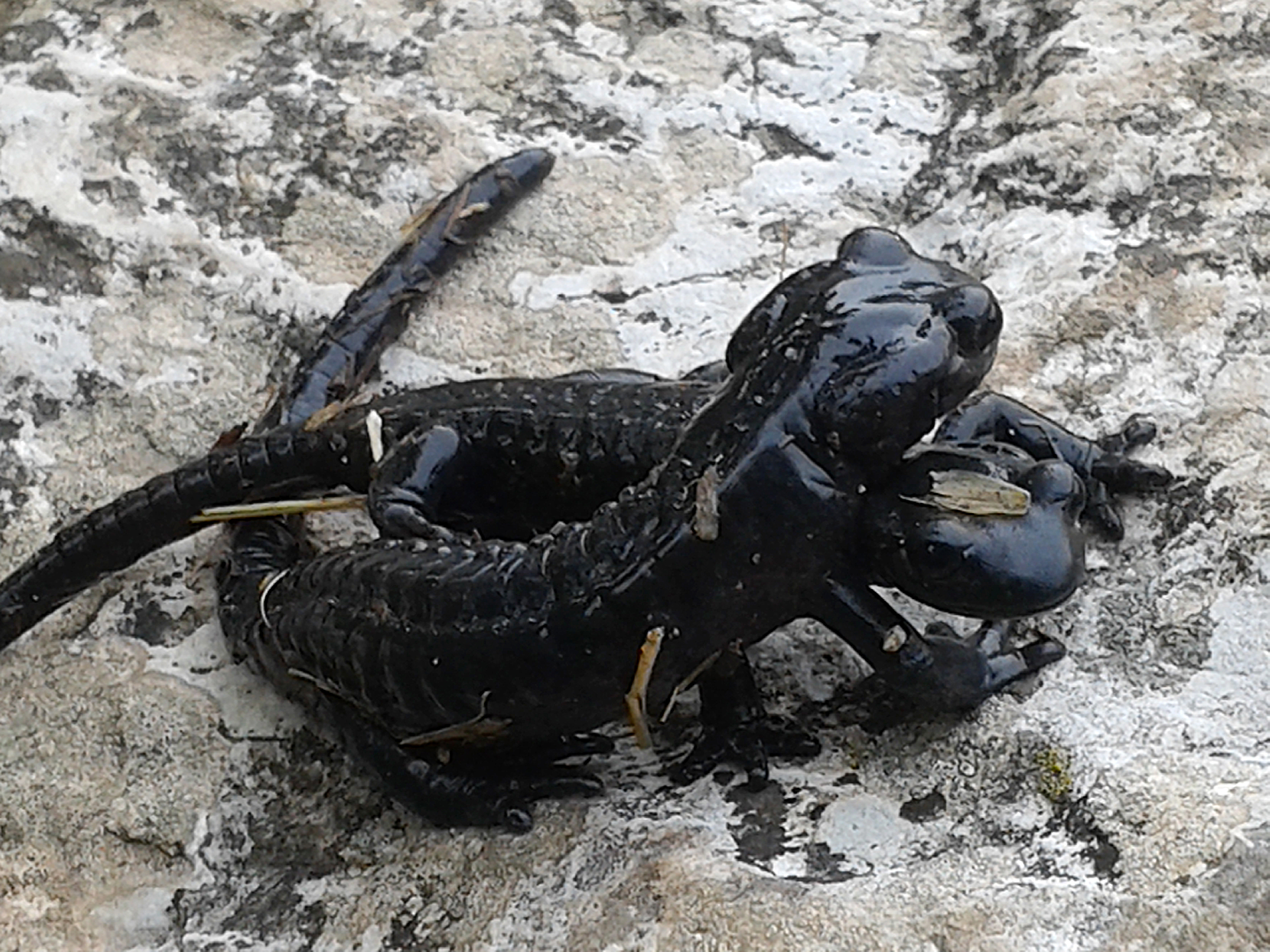
Salamandra alpina.

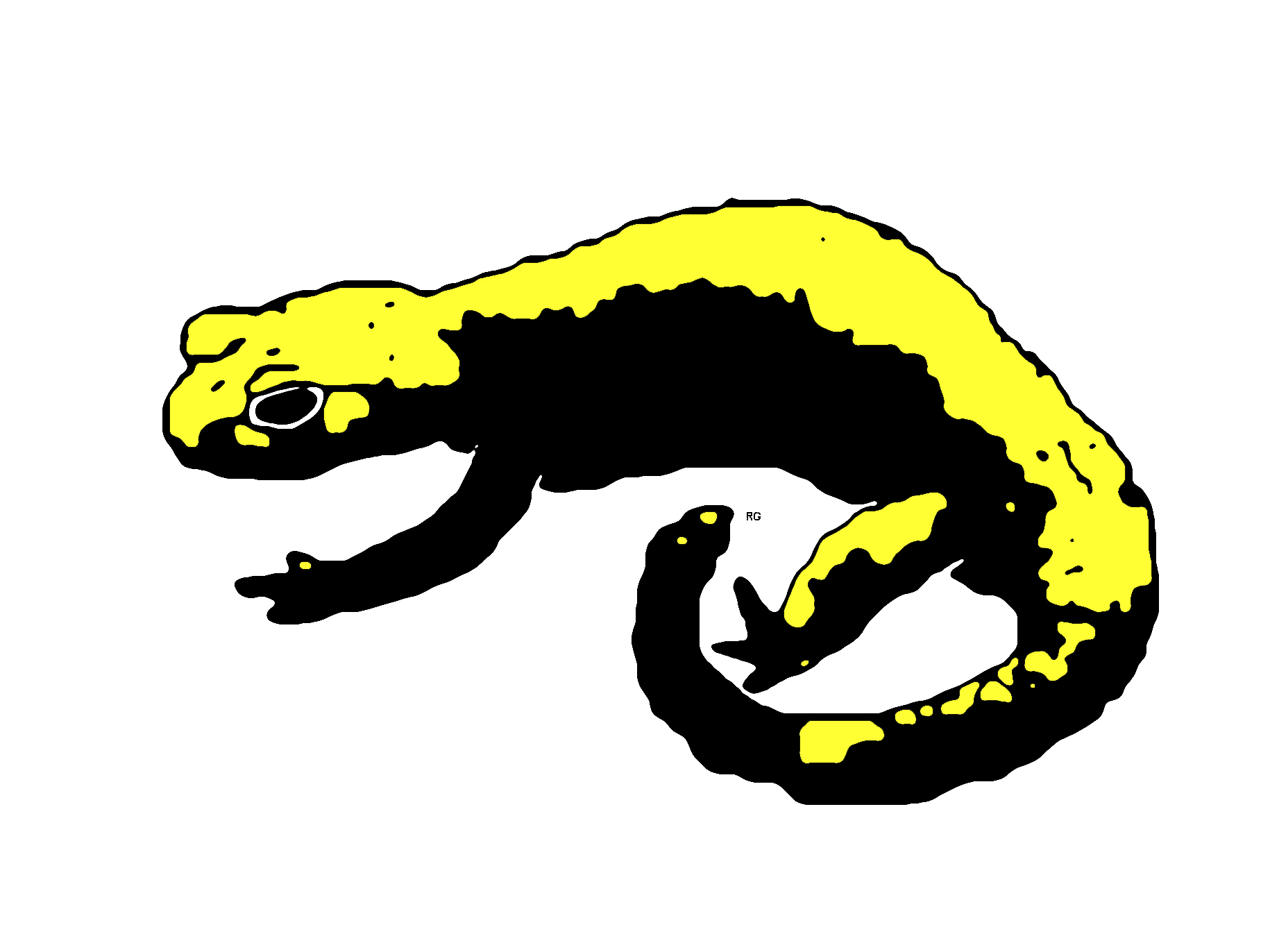
Salamandra atra aurorae Trevisan, 1982

Esta habitante de las montañas de Europa tiene un embarazo sorprendentemente largo: de dos a tres años, lo que se considera como una forma de adaptación a las grandes alturas. Mide 15 cm.
Destaca su coloración negra con matiz muy brillante que asemeja a un juguete de plástico, el color amarillo está presente en algunas subespecies.

## Distribución geográfica
Es nativa de Albania, Alemania, Austria, Bosnia y Herzegovina, Croacia, Eslovenia, Francia, Italia, Liechtenstein, Montenegro, Serbia y Suiza.

## Hábitat
Caudados de hábitos nocturnos, con preferencia por las zonas boscosas, más activos después de los días de lluvia. Cuando los días son muy frío suelen invernar entre las rocas, malezas y troncos de madera.

## Alimentación
Consumen una amplia gama de invertebrados, larvas, moluscos, insectos, gusanos, etc.

## Reproducción
Presencia de dimorfismo sexual, los machos son más grandes que las hembras y presentan una cloaca más pronunciada. La reproducción se produce en la tierra, las larvas nacen metamorfeadas por consiguiente no precisan agua para su desarrollo.

## Estado de conservación
Está evaluado como una especie bajo preocupación menor, pues se pueden encontrar fácilmente en su hábitat natural; sin embargo, su población es decreciente, en Bosnia y Herzegovina, Croacia, Eslovenia, Montenegro y Serbia la especie está desapareciendo.

## Amenazas
Mortalidad en carreteras, destrucción de hábitat, intensificación de los métodos de agricultura, turismo, el desarrollo de la infraestructura, recolección para fines científicos, el comercio de mascotas, la alteración del hábitat en general a través de extracción excesiva de agua de los arroyos, la eliminación de la cubierta vegetal durante las prácticas forestales y el cambio climático son sus mayores amenazas.